# Amyris carterae
Amyris carterae là một loài thực vật có hoa trong họ Cửu lý hương. Loài này được Rebman & F.Chiang mô tả khoa học đầu tiên năm 2005.